# Aleksandr Putilin
Aleksandr Iwanowicz Putilin, ros. Александр Иванович Путилин (ur. ?, zm. 10 kwietnia 1961 r. w Los Angeles lub San Francisco) – rosyjski wojskowy (kapitan), dowódca oddziału gospodarczego w komendanturze szkoły propagandystów ROA, a następnie oficer w oddziale zaopatrzenia materialno-technicznego sztabu Sił Zbrojnych Komitetu Wyzwolenia Narodów Rosji podczas II wojny światowej.
W 1916 r. ukończył korpus morski. Brał udział w I wojnie światowej, dochodząc do stopnia miczmana. W 1918 r. wstąpił do nowo formowanych wojsk Białych gen. Antona I. Denikina. W 1919 r. został starszym flag-oficerem w sztabie dowodzącego Flotylli Kaspijskiej. Po jej odwrocie do irańskiego portu Enzeli, gdzie została internowana, przedostał się do Baku, a stamtąd powrócił do wojsk Białych. Następnie w stopniu porucznika służył w 1 Dnieprowskim Oddziale Rzecznym. W połowie listopada 1920 r. wraz z wojskami Białych został ewakuowany z Krymu do Bizerty. W kwietniu 1922 r. zamieszkał w Królestwie SHS. W 1930 r. przeniósł się do Paryża. Po ataku wojsk niemieckich na ZSRR 22 czerwca 1941 r., podjął współpracę z Niemcami. Wstąpił do Rosyjskiej Armii Wyzwoleńczej (ROA). Otrzymał stopień kapitana. W lutym 1943 r. został dowódcą oddziału gospodarczego w komendanturze szkoły propagandystów ROA w Dabendorfie pod Berlinem. Od jesieni 1944 r. służył jako inspektor ds. kwaterunków w oddziale zaopatrzenia materialno-technicznego sztabu Sił Zbrojnych Komitetu Wyzwolenia Narodów Rosji. Według części źródeł na początku 1945 r. dowodził jednym z batalionów piechoty. Po zakończeniu wojny wyemigrował do USA.